# Якубчак, Роман
Ро́ман Ю́зеф Яку́бчак (пол. Roman Józef Jakóbczak; 26 февраля 1946, Вжесня, Польша) — польский футболист, выступавший на позиции полузащитника, позже — футбольный тренер.
В составе сборной Польши становился бронзовым призёром чемпионата мира 1974 года.

## Карьера

### Клубная
В течение своей клубной карьеры Роман Якубчак выступал за различные польские клубы. Наибольшей известности добился в составе «Леха», став одним из идолов познаньских болельщиков. Позже играл во Франции, после чего вернулся в Познань, где и завершил карьеру. В 2007 году Якубчак был включён в символическую сборную «Леха» за всю историю клуба, набрав наибольшее число голосов.

### В сборной
В сборной Польши Роман Якубчак дебютировал 15 мая 1974 года в товарищеской встрече со сборной Греции, в ней же ему удалось отличиться. Входил в состав сборной на чемпионате мира-1974, но на поле не выходил. Всего за сборную Польши провёл 5 матчей и забил 2 мяча.

### Тренерская
С 6 апреля по 19 ноября 1993 года Якубчак был главным тренером «Леха». Клуб занял второе место в чемпионате 1992/93, но затем был объявлен чемпионом.

## Достижения

### Игрока
- Бронзовый призёр чемпионата мира: 1974

### Тренера
- Чемпион Польши: 1992/93[3]